# Révai János
Révai János (Moszkva, 1940. május 14. –) fizikus. A fizikai tudományok kandidátusa (1974), a fizikai tudományok doktora (1984).

## Életpályája
1957–1962 között az Eötvös Loránd Tudományegyetem Természettudományi Karának hallgatója volt; fizikus lett. 1962-től az MTA KFKI Részecske- és Magfizikai Kutatóintézetében dolgozott. 1984-től tudományos tanácsadó.
Kutatási területe az elméleti magfizika, a kvantummechanika és az egzotikus rendszerek.

## Családja
Szülei Révai József (1898–1959) politikus, író és Grünwald Lívia (1905–1990) voltak. 1964-ben házasságot kötött Sándor Erzsébettel. Két lányuk született: Révai Vera (1967–), Demszky Gábor harmadik felesége és Júlia (1969–). Testvére, Révai Gábor (1947–2020) filozófus, műfordító volt.

## Publikációi
- External field Dirac equation with separable potential (1986)
- Proceedings of the X. European Symposium on the Dynamics of Few-Body Systems (1986)
- Half-classical threebody problem (1986)
- Two-center Dirac equation with separable potentials (1986)
- A model for particle emission from a fissioning system (1987)
- On the theory of atomic ionization following alpha decay (1992)

## Díjai
- Schmid Rezső-díj (1981)
- Akadémiai díj (1988)[4]